# 爆走!艶歌 紅美兎
『爆走!艶歌 紅美兎』（ばくそう!えんか くれないみと）は夢来鳥ねむが「月刊電撃コミックガオ!」で連載していた漫画作品である。

## 概要
『月刊電撃コミックガオ!』誌上で2001年12月号から2002年10月号まで連載された。単行本は全2巻（メディアワークス刊）。
『HAUNTEDじゃんくしょん』の次に連載された作品で、前作の「HAUNTED」よりシリアスな内容になっている。また本作は読者からあまり人気を得れなかったため、物語は途中で終了している。しかし、作者はいつかまた続きを描きたいと2巻のあとがきで語っている。

## あらすじ
代々運送会社を営んでいる家に住む瀬祭ちほは、この会社の一人娘。しかし会社はトラックをぶつけてしまったり、荷物を壊したりしてしまい毎月大赤字。ある日、社員がスリップ事故を起こしてしまい、さらにその日の夜に、火を巻き上げたトラックが会社の倉庫を全焼させてしまい、残ったのはデコトラの豊凰丸と膨大な借金だった。しかし近所のお社にいる弁天様から「瀬祭には大昔に恵比寿天との契約を破った呪いがついている」と言われた。その呪いに立ち向かうため、ちほは弁天様から演歌歌手紅美兎になる力を授かり、芸能界にデビューする。ちほたちは借金を返済し、呪いを解くために弁天様に御託宣をもらい仕事をすることになる・・・

## 登場人物
瀬祭 ちほ/紅 美兎（せまつり-/くれない みと）
代々続く運送会社「まつり運送」の一人娘。
小さい頃に両親を亡くしてしまい、その冬の頃に犬の玄（クロ）が車にはねられ怪我をしているところに透りかかった男性に助けてもらった。
それ以来、その男性に淡い恋心を抱いている。また、そのとき貰った兎の櫛はいつも肌身離さず持ち歩いている大切な物。
歌は得意な方だが、車の運転は一年かけても仮免がもらえないほど苦手。
先祖が残していった呪いを何とかするために、弁天様から演歌歌手「紅美兎」に変身するちからを授かる。
ちほと美兎が同一人物と言うことは口外無用なので、普段は美兎の付き人として働いている。
瀬祭朱鷺（せまつり とき）
ちほの祖母で「まつり運送」の社長。デコトラ「豊凰丸」の所持者で、運送業界では「韋駄天走り」と名をはせている。
紅美兎に関しては、マネージャーとなっている。
瀬祭由貴（せまつり ゆうき）
ちほの再従姉妹で、津軽三味線の奏者。デコトラ「雪虎丸（ゆきとらまる）」の所持者で運送業を行っている。
外見などでは女性に見えるが本当は男性で、ちほにはまだ性別を明かしていない。そのため、ちほからは「ゆきちゃん」と呼ばれている。
また、男性と言うことは朱鷺と霊のシャミしか知らず、ファンも女性と認識しているので、しばしば営業先などで言い寄られている。